# Cleistanthus pierrei
Cleistanthus pierrei là một loài thực vật có hoa trong họ Diệp hạ châu. Loài này được (Gagnep.) Croizat mô tả khoa học đầu tiên năm 1942.